# Kaple Panny Marie (Litoboř)
Kaple Panny Marie je římskokatolická kaple v Litoboři. Patří do farnosti Hořičky. Vlastníkem kaple je obec Litoboř.

## Historie
Kaple byla postavena v roce 1800.

## Architektura
Budova je zděná, s polokruhovým závěrem, sklenutá plackou a pásy dělenou konchou. Na stěnách jsou lizény, kolem oken byly původně šambrány, vchod je segmentový. Štítek je hladký, trojúhelníkový. Lucerna je dřevěná, stříška cibulovitá s bání a křížem.

## Bohoslužby
Pravidelné bohoslužby se v kapli nekonají.

## Galerie

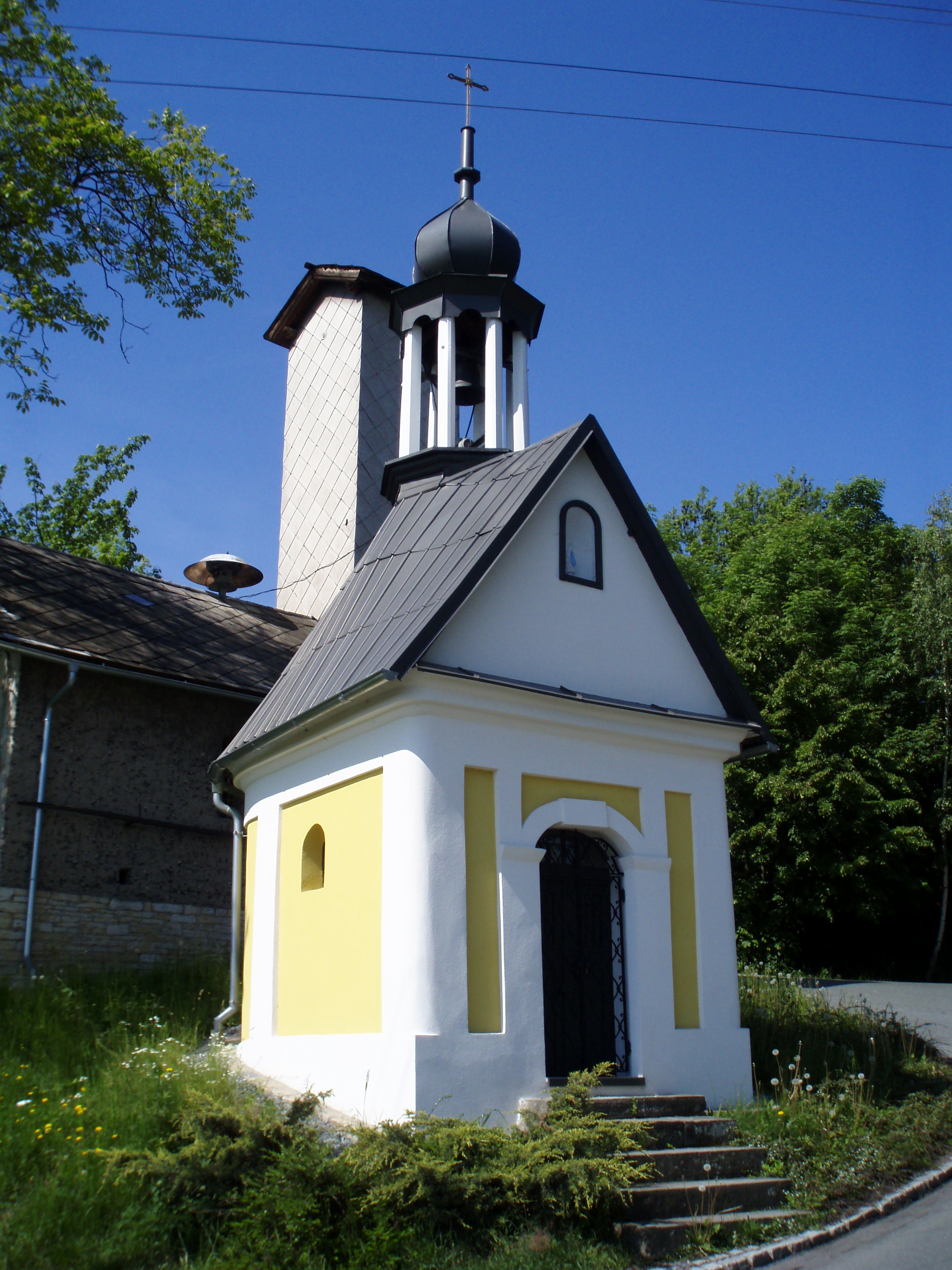